# Winelight
Winelight es un álbum de estudio de Grover Washington, Jr.  de 1980. Incluye la canción «Just the two of us», ganador de un Premio Grammy y cantada por Bill Withers. 

## Canciones
1. «Winelight» (William Eaton)
2. «Let It Flow (for "Dr. J")» (Grover Washington, Jr.)
3. «In the Name of Love» (Bill Withers, Ralph MacDonald)
4. «Take Me There» (Grover Washington, Jr.)
5. «Just the two of us» (Bill Withers, William Salter, Ralph MacDonald)
6. «Make Me a Memory (Sad Samba)» (Grover Washington, Jr.)

## Personal
- Grover Washington, Jr. - Saxo soprano,Saxo Alto, saxo tenor y saxo barítono
- Ralph MacDonald - Congas, Percusión, batería electrónica
- Marcus Miller - Bajo
- Steve Gadd - Batería
- Eric Gale - Guitarra eléctrica
- Paul Griffin - Clavinet, piano eléctrico
- Raymond Chew - Clavinet
- Richard Tee - Piano eléctrico
- Robert Greenidge - Steel drums
- Ed Walsh, Bill Eaton - Sintetizador
- Hilda Harris, Ullanda McCullough, Yvonne Lewis - Coros
- Bill Withers - Voz en «Just the two of us» y «In The Name Of Love»

## Posicionamiento
| Lista (1981)              | Puesto   |
| ------------------------- | -------- |
| Billboard Pop Albums      | 5        |
| Billboard Top Soul Albums | 2        |
| Billboard Top Jazz Albums | 1 (1980) |

### Sencillos
| Año  | Sencillo             | Puesto | Puesto | Puesto |
| Año  | Sencillo             | US Pop | US R&B | US AC  |
| ---- | -------------------- | ------ | ------ | ------ |
| 1981 | "Just the Two of Us" | 2      | 3      | 2      |